# L’Échelle
L’Échelle ist eine französische Gemeinde mit 133 Einwohnern (Stand 1. Januar 2022) im Département Ardennes in der Region Grand Est (vor 2016: Champagne-Ardenne). Sie gehört zum Arrondissement Charleville-Mézières, zum Kanton Signy-l’Abbaye und zum Gemeindeverband Ardennes Thiérache. Echellois werden die Einwohner genannt.

## Lage
Die Gemeinde liegt im 2011 gegründeten Regionalen Naturpark Ardennen.
Umgeben wird L’Échelle von den Nachbargemeinden Laval-Morency im Norden, Le Châtelet-sur-Sormonne im Nordosten, Rouvroy-sur-Audry im Süden, Vaux-Villaine im Südwesten sowie Blombay im Westen.

## Bevölkerungsentwicklung
| Jahr                       | 1962 | 1968 | 1975 | 1982 | 1990 | 1999 | 2006 | 2011 | 2019 |
| Einwohner                  | 182  | 204  | 193  | 198  | 184  | 146  | 137  | 133  | 142  |
| Quellen: Cassini und INSEE |      |      |      |      |      |      |      |      |      |

## Sehenswürdigkeiten
- Kirche Saint-Pierre
- Schloss mit Schulmuseum, Monument historique

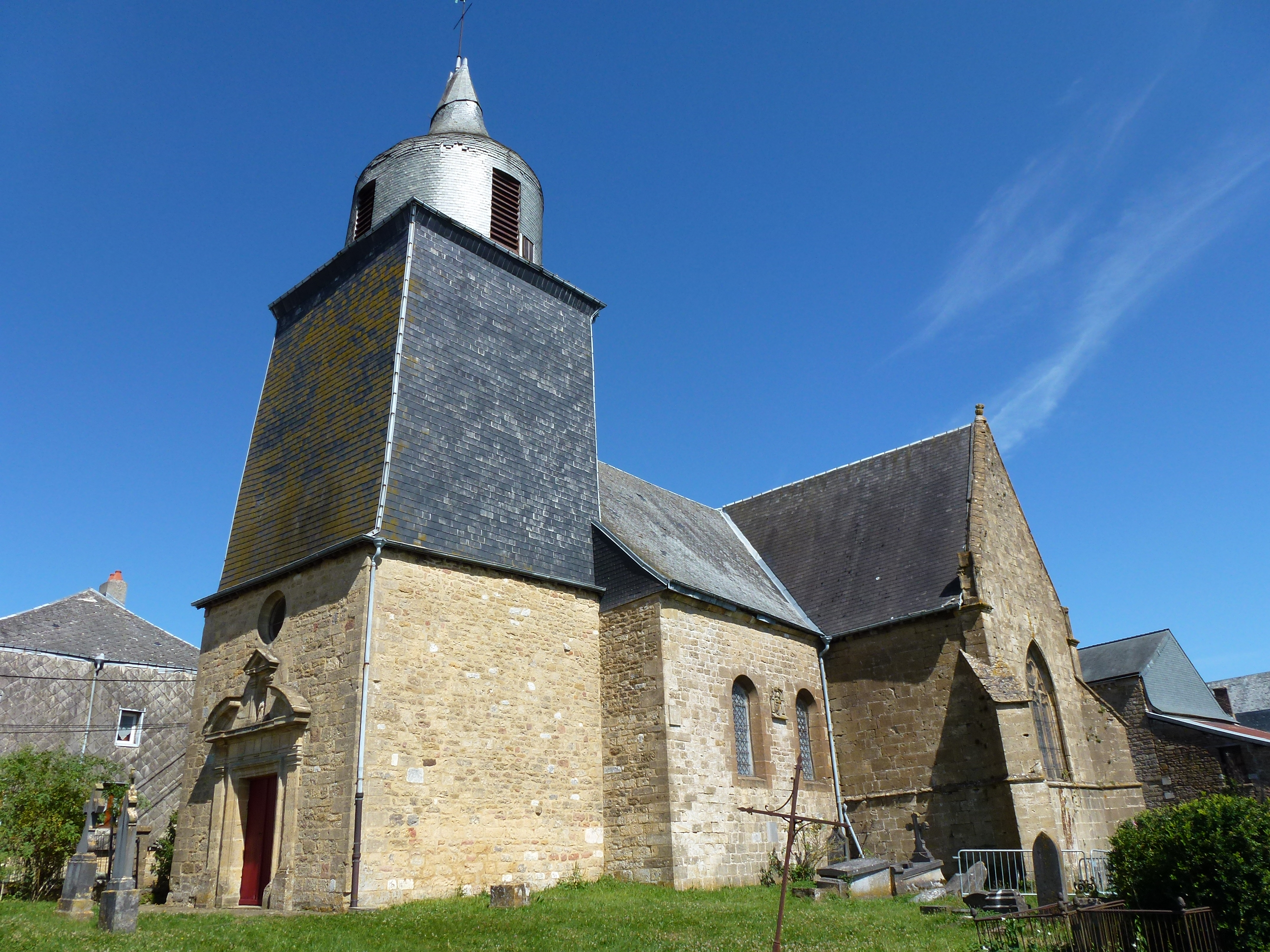
Kirche Saint-Pierre
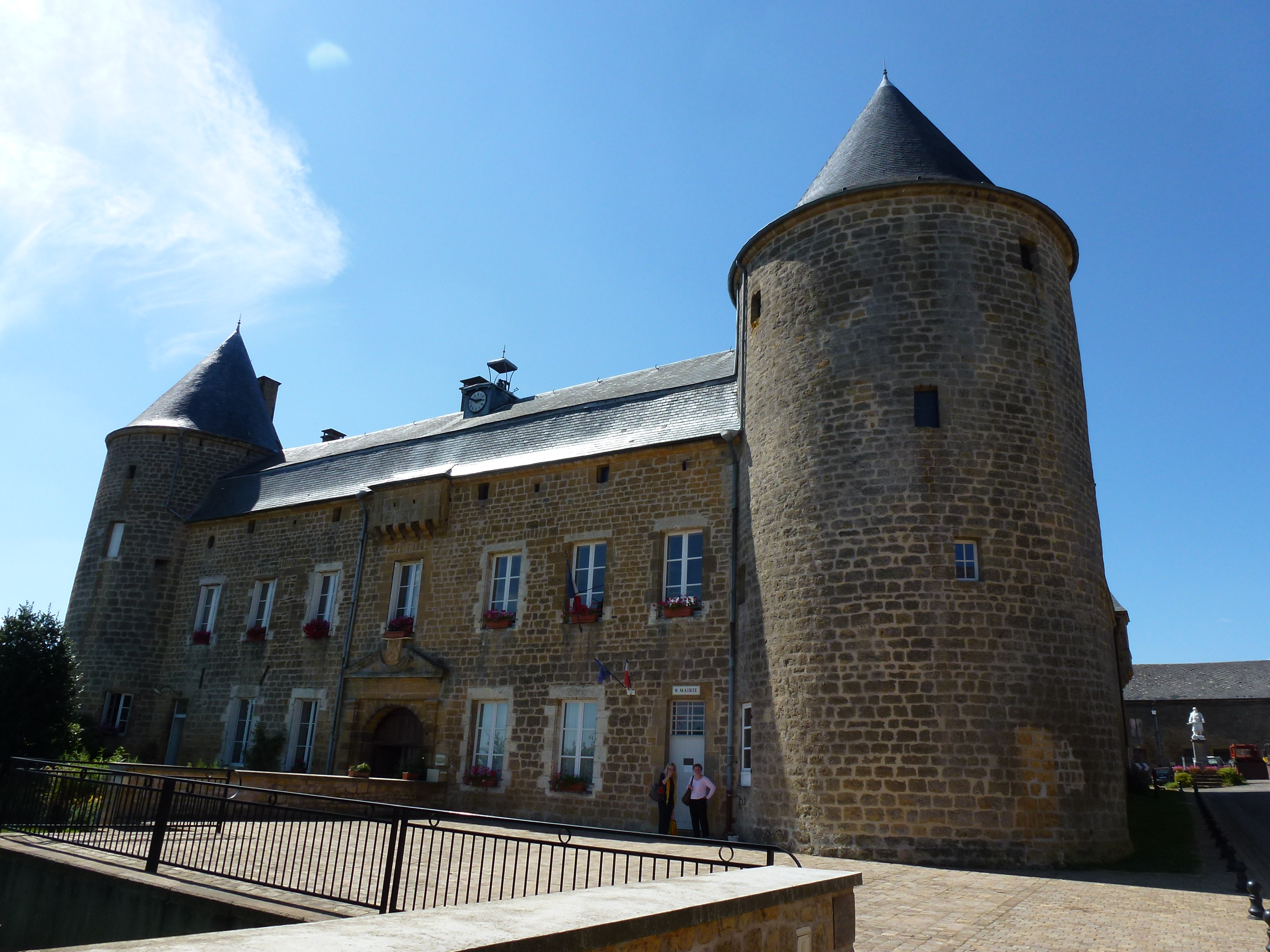
Schloss